# Бетмен: Під червоною маскою
«Бетмен: Під червоною маскою» (англ. Batman: Under the Red Hood) — американський direct-to-video супергеройський анімаційний фільм, створений у 2010 році Warner Bros. Animation, який випустила Warner Home Video. Це восьмий анімаційний фільм серії DC Universe Animated Original Movies. Він вийшов 27 липня 2010. Ролі озвучували Брюс Грінвуд, Дженсен Еклз, Джон ДіМаджіо, Ніл Патрік Гарріс, Джейсон Айзекс, Вейд Вільямс. Сценарій був написаний Джуддом Вініком.
Український переклад зробила студія Цікава ідея на замовлення Гуртом..

## Ролі озвучили
- Брюс Грінвуд — Брюс Вейн / Бетмен
- Дженсен Еклз — Джейсон Тодд / Робін[3]
  - Александр Мартелла — молодий Джейсон Тодд[3]
  - Вінсент Мартелла — юний Джейсон Тодд[4]
- Джон ДіМаджіо — Джокер[3]
- Ніл Патрік Гарріс — Дік Ґрейсон / Найтвінг[3]
- Джейсон Айзекс — Ра'с аль Гул[3]
- Вейд Вільямс — Чорна Маска[5]
- Ґері Коул — Джеймс Гордон[3]
- Джим Піддок — Альфред Пенніворт[3]

## Саундтрек
Музика до фільму була написана Крістофером Дрейком, який вже мав досвід роботи над анімаційними фільмами DC. При створенні Крістофер надихався класичним оркестровим супроводом фільму «Бетмен: Маска Фантазма» (1993) та електронними мотивами «Темного лицаря» (2008). Саундтрек вийшов на лейблі WaterTower Music 27 липня 2010 року і складається з 18 звукових доріжок.
| Batman: Under The Red Hood – Soundtrack to The Animated Original Movie | Batman: Under The Red Hood – Soundtrack to The Animated Original Movie | Batman: Under The Red Hood – Soundtrack to The Animated Original Movie |
| #                                                                      | Назва                                                                  | Тривалість                                                             |
| ---------------------------------------------------------------------- | ---------------------------------------------------------------------- | ---------------------------------------------------------------------- |
| 1.                                                                     | «A Death In The Family»                                                | 4:51                                                                   |
| 2.                                                                     | «Main Titles»                                                          | 2:42                                                                   |
| 3.                                                                     | «Mob Boss Meeting»                                                     | 1:47                                                                   |
| 4.                                                                     | «Amazo»                                                                | 4:21                                                                   |
| 5.                                                                     | «Batwing»                                                              | 3:15                                                                   |
| 6.                                                                     | «Batmobile To Arkham»                                                  | 0:50                                                                   |
| 7.                                                                     | «Interrogation»                                                        | 1:19                                                                   |
| 8.                                                                     | «Rooftop Chase»                                                        | 4:21                                                                   |
| 9.                                                                     | «Flashback»                                                            | 2:19                                                                   |
| 10.                                                                    | «Black Mask Strikes Back»                                              | 1:17                                                                   |
| 11.                                                                    | «Techno Ninjas»                                                        | 5:41                                                                   |
| 12.                                                                    | «Break Out»                                                            | 2:14                                                                   |
| 13.                                                                    | «Deal With The Devil»                                                  | 0:48                                                                   |
| 14.                                                                    | «Ra's Story»                                                           | 5:47                                                                   |
| 15.                                                                    | «The Bridge»                                                           | 5:12                                                                   |
| 16.                                                                    | «Final Confrontation»                                                  | 4:44                                                                   |
| 17.                                                                    | «The Choice»                                                           | 2:16                                                                   |
| 18.                                                                    | «End Titles»                                                           | 3:34                                                                   |
| 57:24                                                                  |                                                                        |                                                                        |

## Відгуки
Фільм отримав відмінні відгуки кінокритиків. На сайті Rotten Tomatoes «Бетмен: Під червоною маскою» має рейтинг 100 %. Середня оцінка глядачів на IMDb становить 8,1/10, що було найвищою оцінкою серед анімаційних екранізацій коміксів DC до виходу другої частини фільму «Бетмен: Повернення Темного Лицаря».